# Neu! 2
Neu! 2 ist das zweite Studioalbum der deutschen Krautrock-Band Neu!.

## Entstehungsgeschichte
Nach dem Erfolg des Vorgängeralbums Neu! machten sich Klaus Dinger und Michael Rother mit Ehrgeiz daran, ein Nachfolgealbum aufzunehmen, das an den Erfolg des Vorgängers anknüpfen sollte.
Jedoch gab es schon die ersten Unstimmigkeiten zwischen den beiden Musikern; während Rother nach mehr Melodik strebte, wollte Dinger mehr Anarchie und Chaos in ihrer Musik.
Doch das waren nicht die einzigen Probleme, die Neu! entgegentraten: Ein sehr enger Terminplan und ein geringes Budget der Plattenfirma verschafften den beiden noch weitere Probleme. Als der Produktion das Geld ausging, schien das der Plattenfirma egal zu sein; es floss kein weiteres Geld mehr. Das Projekt schien stehen geblieben zu sein.
Doch Neu! hatten eine Idee: Sie füllten die zweite Seite der Platte mit Variationen der Titel Super und Neuschnee auf, zwei Stücke, die sie bereits im Oktober 1972 als Single veröffentlicht haben.
Sie ließen die Stücke für die erneute Aufnahme schneller und langsamer ablaufen, ließen Nadeln auf die Platten fallen und vollzogen Unebenheiten beim Schnitt.
Das Album wurde Mitte Januar 1973 aufgenommen, Anfang Februar gemischt und schließlich im selben Jahr veröffentlicht.
In den Neunzigerjahren waren verschiedene Bootlegs im Umlauf. Im Jahr 2001 wurden die drei Neu!-Platten, einschließlich Neu! 2, auf Herbert Grönemeyers Label Grönland Records auf Vinyl und CD wiederveröffentlicht. In den USA erfolgte der Re-Release über das Label Astralwerks.

## Zu einzelnen Titeln

### Seite 1
Die Platte beginnt mit dem elfminütigen Stück Für immer: Dieser Titel zeichnet sich durch Dingers Trommeln im 4/4-Takt (Motorik) und die langen, eintönigen Akkorde Rothers aus, welche den Titel die ganzen elf Minuten durchziehen. Das harmonische Stück kann als typisches Neu!-Werk betrachtet werden.
Der Titel Lila Engel ist rockiger, wohl so etwas wie Neu!s Interpretation eines Rocksongs. Hier kommen auch genuschelte Stimmen Dingers zum Einsatz.

### Seite 2
Der erste Titel der zweiten Seite ist Neuschnee 78. Es ist eine Variation der Single Neuschnee, und zwar wurde diese unter anderem statt mit 33 1/3 Umdrehungen mit 78 gespielt. Neuschnee ist, wie Für immer, ein sehr melodisches Stück; es beginnt mit einem Intro, das auf dem Japanbanjo gespielt wird. Als Hallo Excentrico! wurde es auch verlangsamt gespielt, wobei im Hintergrund Stimmen zu hören sind.
Auch der Titel Super wurde variiert und mit 78 sowie 16 Umdrehungen pro Minute aufgenommen.
Die Besonderheit des Titels sind die Tonbandaufnahme des Bandnamens, die zu Beginn zum Einsatz kommt und die geschriene Stimme.
Der vierte Titel der zweiten Seite, Cassetto, ist der einzige, der keine Variation der beiden Singles Neuschnee und Super darstellt. Er endet mit dem Geräusch einer Kassette, die vom Spieler „verschluckt“ wird.

## Wirkung
Viele damalige Kritiker betrachteten die Lösung von Neu! als billigen Dreh und Verschnitt. Anderen gilt dieses Album aber als ein Beispiel für echten Krautrock. Neu! haben mit ihrem Kniff der Musikindustrie deutlich zu erkennen gegeben, was sie von ihr halten; in gewisser Weise auch den Konsumenten. Das Album hat viele Künstler, z. B. David Bowie, tief beeindruckt und inspiriert.

## Titelliste
Alle Stücke wurden von Dinger und Rother komponiert.
| Seite 1 1. Für immer (Forever) – 11:00 2. Spitzenqualität – 4:58 3. Gedenkminute (für A+K) – 1:00 4. Lila Engel (Lilac Angel) – 4:35 Laufzeit: 21:33 | Seite 2 1. Neuschnee 78 – 2:30 2. Super 16 – 3:37 3. Neuschnee – 3:59 4. Cassetto – 1:50 5. Super 78 – 1:35 6. Hallo Excentrico – 3:43 7. Super – 3:07 Laufzeit: 20:21 |